# Ahlehielm
Ahlehielm är ett svenskt efternamn, som dels burits av en sedan 1700-talet utslocknad adelsätt, dels med stavningen Ahlehjelm den 31 december 2022 bars av 7 personer folkbokföra i Sverige.

## Historia
Jonas Ahlebom (född 1659 i Lödöse och död 1 november 1705 i Göteborg) var son till en bonde och innehade olika offentliga befattningar, framförallt i Göteborg. Han adlades 1694 med namnet Ahlehielm och introducerades 1697 på Riddarhuset under nummer 1317. Ätten utslocknade på svärdssidan då hans son majoren Gustaf Ahlehielm, född 1692, dog 1747 med 5 döttrar men utan söner.
Jonas Ahlehielm innehade Alvhems kungsgård i Skepplanda socken i nuvarande Ale kommun. Han begravdes i Skepplanda kyrka där vapenskölden tidigare var uppsatt.

## Ny namnbärare
2007 gav Patent- och registreringsverket (PRV) tillstånd till en nutida ättling till Jonas Ahlehielm att få ta namnet Ahlehielm, trots invändningar från Sveriges Riddarhus, att ett adligt namn har historiskt tilldelats en person som med ensamrätt får använda namnet. Riddarhuset överklagade, men Patentbesvärsrätten (PBR) ändrade inte beslutet. En statlig utredning från 2013 sammanfattade rättsläget:
| ”                         | Namnet Ahlehielm bars av en adlig ätt, som [e.u.] dog ut i mitten av 1700-talet. PRV och PBR fann, trots invändningar från Riddarhuset, att namnet inte kunde anses vara allmänt känt och att hinder mot det sökta namnbytet därför inte förelåg. | „ |
| – En ny lag om personnamn | |   |